# Katastrofa lotu China Northern Airlines 6901
Katastrofa lotu China Northern Airlines 6901 – katastrofa lotnicza, do której doszło 13 listopada 1993 roku. McDonnell Douglas MD-82 chińskich linii lotniczych China Northern Airlines rozbił się podczas podejścia do lotniska w Urumczi. Zginęło dwanaście ze 102 osób na pokładzie. Wypadek przypisano błędowi pilota.

## Wypadek
Podczas podejścia na lotnisko, autopilot automatycznie się wyłączył. Kapitan przystąpił do ponownego włączenia go, wierząc, że nadal będzie w trybie APP (Ten tryb automatycznie ma ustawić nas na kursie pasa i automatycznie zacząć zniżanie). Jednak po aktywacji autopilot przechodził w tryb VERT SPD (automatyczne zniżanie do wysokości jaką ustawił kapitan) z ustawieniem -800 stóp na minutę. Do wypadku przyczyniło się nieodłączenie przez załogę autopilota (który cały czas zniżał samolot). Kolejnym czynnikiem był brak znajomości języka angielskiego przez załogę. Kiedy system ostrzegania o zbliżaniu się do ziemi (GPWS) uruchomił alarm dźwiękowy, kapitan zapytał pierwszego oficera, co oznaczały słowa „Pull up”. Pierwszy oficer odpowiedział, że nie wie. W konsekwencji piloci zignorowali ostrzeżenia i nie skorygowali nadmiernego tempa opadania, powodując, że samolot uderzył w linie energetyczne.

## Samolot
Model: McDonnell Douglas MD-82
Rejestracja: B-2141
Numer MSN/LN: 49849/1772
Silnik: Pratt & Whitney JT8D-217A
Rok dostawy: 1991
Czas lotu: 26700 godzin